# Paul Cockshott
Paul Cockshott, född 16 mars 1952 i Edinburgh, är en skotsk datorforskare, akademiker och heterodox ekonom.

## Biografi
Cockshott avlade 1974 kandidatexamen i ekonomi vid Manchesters universitet, masterexamen 1976 i datorvetenskap vid Heriot Watt University och doktorsexamen i datorvetenskap vid Edinburghs universitet 1982. Cockshott är i dag verksam vid Glasgows universitet.
Som forskare har Cockshott bidragit till fält som bildkomprimering, 3D-TV, parallella kompilatorer och medicinsk bildvetenskap. Cockshott blev känd för en bredare allmänhet i och med sitt arbete om tvärvetenskapliga ekonomiska beräkningar. Cockshott och ekonomen Allin Cottrell publicerade 1993 boken Towards a New Socialism (Svensk version 2002 Planhushållning och direktdemokrati), i vilken de med emfas argumenterar för användandet av cybernetik för att etablera en demokratisk planering av komplexa socialistiska ekonomier.  De förespråkar en socialism som bygger på radikal demokrati och effektiv planhushållning och menar att den socialism som genomfördes under den sovjetiska eran var misslyckad och att socialdemokratin alltför mycket bygger på kapitalism.
Cockshott och Cottrell menar att äganderätt inte ska sträcka sig längre än till huset man bor i. Kringliggande mark och naturresurser ska ägas av staten men brukas av invånarna. Varje jordlott som invånaren brukar ska denne betala jordskatt på. Detta innebär dels att skolor, forskning,  sjukvård ska finnas och men också att betalning för varor och tjänster ska ske, det senare genom betalning av tid för någon annans tid. Detta innebär exempelvis att högre utbildning inte skulle ge högre inkomster eftersom de med högre utbildning skulle anses ha kompenserats genom att utbildningen betalas av staten. Egenföretagare skulle vara tillåtna, men kompenseras i lika mycket arbetstid av kunden. Detta skulle då, enligt Cockshott och Cottrell, behöva regleras i lag för att undvika att konsument eller producent exploateras.
På 1970-talet var Cockshott medlem i the British and Irish Communist Organisation (B&ICO), men han och flertalet andra medlemmar var inte nöjda med organisationens ståndpunkt angående arbetarkontroll och hoppade därför av.

## Publicerade verk
- Cockshott, P. (1990). Ps-Algol Implementations: Applications in Persistent Object Oriented Programming, Ellis Horwood Ltd. ISBN 978-0745808277
- Cockshott, P. (1990). A Compiler Writer's Toolbox: Interactive Compilers for PCs With Turbo Pascal, Ellis Horwood Ltd. ISBN 978-0131737907
- Cockshott, P., Cottrell, A. (1993). Towards a New Socialism, Spokesman. ISBN 978-0851245454
- Cockshott, P., Renfrew K. (2004). SIMD Programming Manual for Linux and Windows, Springer. ISBN 978-1852337940
- Cockshott, P. (2010). Transition to 21st Century Socialism in the European Union, Lulu. ISBN 978-1445715070
- Cockshott, P. (2011). Glasgow Pascal Compiler with vector extensions, Lulu. ISBN 978-1447761563
- Cockshott, P., Zachariah, D. (2012). Arguments for Socialism, Lulu. ISBN 978-1471658945
- Cockshott, P., Cottrell, A., Michaelson, G., Wright, I., Yakovenko, V. (2012). Classical Econophysics, Routledge. ISBN 978-0415696463
- Cockshott, P., Mackenzie, L., Michaelson, G. (2015). Computation and its Limits, Oxford University Press. ISBN 978-0198729129
- Cockshott, P. (2020). How the World Works: The Story of Human Labor from Prehistory to the Modern Day, Monthly Review Press. ISBN 978-1-58367-777-3